# Ferenc Keszthelyi
Ferenc Keszthelyi (Eger, 16 de março 1928 - 6 de dezembro de 2010) foi um religioso húngaro que foi bispo da Igreja Católica Romana da diocese de Vác, na Hungria.